# Opdrukken (gitaartechniek)

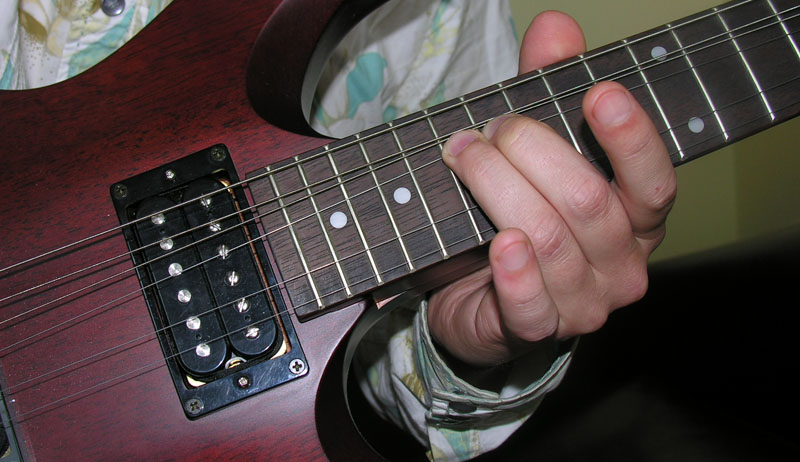
Een snaar wordt opgedrukt met de ringvinger waarbij de gitarist voor meer kracht ook de middelvinger gebruikt

Opdrukken (ook wel string bending of tone bending) is een speeltechniek voor gitaar. Het houdt in dat men met de toetshand de snaar (meestal naar boven) buigt waardoor er meer spanning op de snaar komt te staan, zodat de toon tot wel anderhalve toon omhoog gaat en een “jankend” effect krijgt. Doordat men de snaar omhoog duwt, 'glijdt' de toon als het ware omhoog. Omdat het glijden van de ene naar de andere toon (ook wel glissando genoemd) goed te horen is, maakt dit de gitaar (vooral de elektrische) als instrument zeer geschikt voor melodieën. 
Opdrukken wordt met name gebruikt in gitaarsolo's en riffs.